# Грей, Томас де, 6-й барон Уолсингем
Томас де Грей, 6-й барон Уолсингем (англ. Thomas de Grey, 6th Baron Walsingham; 1843—1919) — английский политик, игрок в крикет, охотник и энтомолог-любитель. Член Королевского общества с 1887 года. Член (и дважды президент) Энтомологического общества Лондона.

## Биография
Родился в Лондоне, в семейном доме. Учился в Итоне, Тринити-колледже и Кэмбридже. Был членом парламента от Консервативной партии в 1865—1870, затем вошел в Палату Лордов. 30 августа 1888 года застрелил 1070 белых куропаток за один день.
Свою важную коллекцию бабочек вместе с библиотекой завещал Музею естественной истории.

### Семья
Трижды был женат, но наследника не оставил. Был отчимом Маргарет Дамер Доусон, которая стала филантропом и деятелем движения против вивисекции.
- «Натуралист»
Карикатура кисти T в Vanity Fair на лорда Уолсингема, 9 сентября 1882.

## Крикет
Играл (как T de Grey) в «высшей лиге» крикета с 1862 по 1866 год. Участвовал в нескольких знаменитых играх своего времени, например в матче Джентльмены против Игроков (1863).